# Laurence Cossé
Pour les articles homonymes, voir Cossé.
 (mai 2017).
Si vous disposez d'ouvrages ou d'articles de référence ou si vous connaissez des sites web de qualité traitant du thème abordé ici, merci de compléter l'article en donnant les références utiles à sa vérifiabilité et en les liant à la section « Notes et références ».
Laurence Cossé, née en 1950 à Boulogne-Billancourt, est une écrivaine française, auteure de romans, de nouvelles et de pièces de théâtre.

## Biographie
Laurence Cossé est la fille d'un officier de marine, Raymond Cossé (1916-2008), ainsi que la petite-nièce d'Antoine de Saint-Exupéry.
Laurence Cossé devient journaliste, critique littéraire (Le Quotidien de Paris) et productrice-déléguée sur la station de radio France Culture. Dans ce cadre, elle réalise notamment des entretiens avec Andreï Tarkovski, Jorge Luis Borges ou Suzanne Lilar.
Elle publie une douzaine de romans et un recueil de nouvelles, principalement aux éditions Gallimard. Sa pièce de théâtre La Terre des folles est créée à Bruxelles en 2005 et transcrite sous la forme d’un oratorio pour chœur et orchestre créé en 2002 à Guebwiller.

## Analyse de l'œuvre
Si divers qu’en soient les sujets et les genres (récit initiatique, roman d’amour, critique sociale ou fable explicitement politique), les romans de Laurence Cossé ont en commun de traiter tous la question du pouvoir. Chacun explore une des modalités du pouvoir. Les Chambres du Sud, tableau d’une enfance amorale et fiévreuse, est surtout l’expression d’un rapport violent au principe de réalité et à l’ordre social. 18h35 : Grand Bonheur et Un Frère, au-delà de leurs intrigues romanesques, ont pour sujet même le jeu social et la transgression de ses règles, les mécanismes d’exclusion et leurs possibles contrepoids. Ironie pour la chose sociale, compassion pour les personnes, c’est aussi le ton du Coin du voile, roman de religion-fiction puisqu’il pose que la preuve de l’existence de Dieu est faite, mais surtout fable politique car il détaille l’effet de choc qui s’ensuit dans les cercles du pouvoir. La Femme du premier ministre, portrait du pur amour sous les traits d’un personnage de l’histoire, la femme du grand Choiseul, est aussi le portrait de l’homme de pouvoir éternel : « Une femme aimait un homme qui aimait le pouvoir ». Le Mobilier national, à propos du statut du patrimoine architectural dans une démocratie moderne, s’intéresse en fait au pouvoir comme fantasme. Le 31 du mois d’août revient sur le délire journalistique consécutif à la mort de Lady Di pour y nicher une fiction sur la brutalité du pouvoir médiatique. Au bon roman a pour sujet de fond le tout puissant complexe culturo-commercial qui a instauré la démagogie culturelle en système dans les sociétés modernes.
Les Amandes amères (2011), récit de l’alphabétisation laborieuse d’une Marocaine âgée qui ne sait ni lire ni écrire, témoigne de la double exclusion des analphabètes dans nos sociétés de l’écrit. C’est surtout le portrait d’une musulmane de Paris dont la générosité, la loyauté, le sens de l’honneur et l’humour émerveillent.
La Grande Arche (2016) décrit l’épopée de la construction d’un des monuments les plus connus de Paris, de ses enjeux politiques durant la présidence de François Mitterrand. Ce roman retrace le destin de l’architecte danois Otto von Spreckelsen qui découvre avec stupéfaction la désinvolture et les revirements à la française et se finit tragiquement.
L’oratorio La Terre des folles est un hommage aux Folles de la place de Mai argentines, et plus largement aux nouvelles formes d’action politique mises en œuvre par les mouvements de femmes à travers le monde.
Cette exploration des multiples formes du pouvoir par Laurence Cossé n’est au fond qu’une interrogation récurrente sur le Mal. Le pouvoir, tel qu’elle en aborde les diverses faces, c’est Mammon, celui que l’on ne peut pas servir sans se détourner de Dieu.
Cette œuvre n’en est pas moins essentiellement littéraire, marquée par un souci de la forme et un travail sur le rythme littéraire.

## Œuvre

### Romans
- Les Chambres du Sud, éditions Gallimard, 1981 Prix Sainte-Beuve et prix Alice-Louis-Barthou 1982
- Le Premier Pas d’amante, Gallimard, 1983
- 18h35 : Grand Bonheur, Le Seuil, 1991
- Un frère, Le Seuil, 1994
- Le Coin du voile[3], Gallimard, 1996 prix des écrivains croyants 1996 ; prix du Jury Jean-Giono 1996 ; prix Roland-de-Jouvenel 1997
- La Femme du premier ministre, Gallimard, 1998
- Le Mobilier national, Gallimard, 2001
- Le 31 du mois d'août[4], Gallimard, 2003 prix Ciné Roman Carte Noire 2004
- Au bon roman[5], Gallimard, 2009
- Les Amandes amères[6], Gallimard, 2011
- La Grande Arche, Gallimard, 2016 Prix François-Mauriac de la région Aquitaine 2016 ; prix du livre de l'Académie d'architecture 2016 ; Prix Écrire la Ville 2017
- Nuit sur la neige, Gallimard, 2018
- Le secret de Sybil, Gallimard, 2023

### Nouvelles
- Vous n'écrivez plus ?, Gallimard, 2006 (Prix de la nouvelle de l'Académie Française) ; traduit en slovaque (Už nepíšete ?), en chinois (2016).
- La Valse de Kourou, in La Pratique de l'enquête, Espace(s) 3, éd. Centre national d'études spatiales, mars 2007
- La Terre avait séché, Gallimard, le Cabinet des Lettrés, 2010, en collaboration avec le Musée de la chasse et de la nature, à l’occasion de l’exposition de Rémy Artiges Salon de l’agriculture, 2010
- Une femme libre, la Revue des deux Mondes, décembre 2019 - janvier 2020

### Théâtre
- Monseigneur de Très-Haut, HB éditions, 1995 (illustré par Christine Lesueur)
- La Terre des folles, publié à la suite du premier, HB éditions, 1995 (illustré par Christine Lesueur)

### Autres
- Entretien avec Jorge Luis Borges, in Borges, souvenirs d'avenir, sous la direction de Pierre Brunel (Gallimard, 2006) : réimpression d'un entretien publié dans Le Quotidien de Paris le 20 juin 1984
- Entretien avec Andreï Tarkovski, in Andreï Tarkovski, Antoine de Baecque, Cahiers du cinéma, 2002
- La Révolution du temps choisi, ouvrage collectif du club Échanges et projets, Albin Michel, 1980
- Un canapé sur le trottoir , recueil de chroniques publiées dans le quotidien La Croix (Salvator, 2018)
- Préface à la nouvelle édition des Pierres sauvages de Fernand Pouillon (éditions Points, Signatures n°4950, 2019)

## Prix et distinctions
- 1982 :
  - Prix Sainte-Beuve pour Les Chambres du Sud
  - Prix Alice-Louis-Barthou pour Les Chambres du Sud[7]
- 1996 : 
  - Prix du jury Jean-Giono pour Le Coin du voile
  - Prix des écrivains croyants pour Le Coin du voile
- 1997 : Prix Roland de Jouvenel pour Le Coin du voile
- 2004 : Prix Ciné Roman Carte Noire pour Le 31 du mois d'août
- 2007 : Prix de la nouvelle pour Vous n'écrivez plus ?
- 2015 : Grand prix de littérature de l'Académie française pour l'ensemble de son œuvre[8].
- 2016 :
  - Prix François-Mauriac de la région Aquitaine pour La Grande Arche
  - Prix du livre de l'Académie d'architecture 2016 La Grande Arche
  - Finaliste du Prix Orange du Livre pour La Grande Arche[9]
- 2017 :
  - Prix Écrire la Ville pour La Grande Arche

## Décoration
- Chevalier de l'ordre des arts et des lettres (13 juillet 2009[10])